# BINGO!
〈BINGO!〉 (ビンゴ!, 빙고!)는 일본의 걸 그룹 AKB48의 여섯 번째 싱글이자 메이저 네 번째 싱글이다. 2007년 7월 18일 데프스타 레코드를 통해 발매됐다. 노래의 센터 포지션은 타카하시 미나미가 맡았다. 
캐치카피는 "타케우치 선배, BINGO!예요!!"이다. TV 스팟은 와타나베 마유가 나레이션을 담당했다. 
이 작품부터 멤버들이 사무소를 옮기기 시작하였다.
"BINGO!"의 비디오클립의 감독은 타케이시. 옥외 로케이션은 치바 현 이즈미 군 온주쿠 정의 온주쿠 해안이나 인접한 쓰키노스나 기념관, 또한 마쿠하리 멧세에서 촬영되었으며, 당시 멤버 전원인 46명이 참가하고 있다. 배에서 찍은 신에 대해서는 극용 선박 아사카제가 사용되었다.
2009년 7월 3일,4일 양일간 프랑스 파리에서 개최된 재팬 엑스포, 또한 같은 해 9월 27일의 뉴욕 공연 등의 해외공연에서는 영어 버전이 피로되었다.
노래는 TV 아사히 계열 《파이텐션☆스쿨》의 여는 곡으로 사용됐다. 또, 닛폰 TV 계열 《AKBINGO!》(그 전 방송이였던 《AKB1시59분!》《AKB0시59분!》을 포함)의 프로그램 내의 코너 〈AKB48 뉴스〉에서도 사용되고 있다. 

## 수록곡
- 전체 작사 : 아키모토 야스시
- 전체 편곡 : 오우치 테츠야

| #            | 제목                          | 작곡          | 재생 시간 |
| ------------ | ----------------------------- | ------------- | --------- |
| 1.           | 〈BINGO!〉                    | 나루세 히데키 | 4:09      |
| 2.           | 〈Only today〉                | 오우치 테츠야 | 4:20      |
| 3.           | 〈BINGO!〉 (Instrumental)     |               | 4:09      |
| 4.           | 〈Only today〉 (Instrumental) |               | 4:20      |
| 총 재생 시간 | 총 재생 시간                  | 총 재생 시간  | 16:58     |

| #  | 제목                     | 재생 시간 |
| -- | ------------------------ | --------- |
| 1. | 〈BINGO!〉               |           |
| 2. | 〈making of 「BINGO!」〉 |           |

## 선발 멤버

### BINGO!
- 아키모토 사야카, 이타노 토모미, 오오시마 마이, 오오시마 유코, 오쿠 마나미, 오노 에레나, 카사이 토모미, 카시와기 유키, 코지마 하루나, 시노다 마리코, 다카하시 미나미, 나카니시 리나, 히라지마 나츠미, 마에다 아츠코, 마스다 유카, 미네기시 미나미, 미야자와 사에, 와타나베 마유

### Only today
- 이타노 토모미, 오오에 토모미, 오오시마 마이, 카와사키 노조미, 코지마 하루나, 코마타니 히토미, 사토 유카리, 시노다 마리코, 다카하시 미나미, 토지마 하나, 나카니시 리나, 나리타 리사, 호시노 미치루, 마에다 아츠코, 마스야마 카야노, 미네기시 미나미